# Neutz-Lettewitz
Neutz-Lettewitz è una frazione della città tedesca di Wettin-Löbejün.

## Storia
Il 1º gennaio 2011 il comune di Neutz-Lettewitz venne fuso con le città di Löbejün e Wettin, e con i comuni di Brachwitz, Döblitz, Domnitz, Gimritz, Nauendorf, Plötz e Rothenburg, formando la nuova città di Wettin-Löbejün.

## Geografia antropica
La frazione di Neutz-Lettewitz comprende le località di Deutleben, Görbitz, Lettewitz e Neutz.